# 三木善理
三木 善理（そうぎ よしただ）は、室町時代中期の武士。

## 概要
仮名は助太郎。伏見荘下司で、荘園の鎮守社である御香宮神社の神主であり、畠山満家の被官でもあった。
応永24年（1417年）6月には、善理の弟・三郎が強盗事件を起こし、「善理以下悪党等」が本所の伏見宮家や奉行の田向経兼、政所の小川禅啓と敵対して下司職や御香宮神主職を罷免された。このとき、善理が横領を行っていたことが判明している。その後善理は主君である畠山満家に訴え出たため、幕府の裁定によって翌年の9月に全ての役職や権限が事件前の状態に復帰している。
応永25年（1418年）12月27日には、経兼や禅啓の追放などを求めて訴えを起こしており、翌年に僧坊田代官職の還補と名田年貢の料返も争われた。三木一族と経兼・禅啓の対立は応永27年（1420年）に収束し、翌年12月に善理の嫡男・三木善長の元服式は田向亭で執り行われ、田向長資が加冠役を務めている。応永29年（1421年）の元日には善理・善長父子は初めて伏見宮貞成親王に拝謁し、これ以降御所の宴席に列なるようになり、下司名田地や丹波国草野・土野谷両村の代官職を与えられ、さらに、伏見宮家の遠隔地所領の経営にもかかわった。加えて、小川有理が元服した際に加冠役を務めている。
永享4年（1432年）の大和永享の乱では畠山持国から軍勢催促を受けて従軍した。

## 子孫
息子の善長や重理も伏見宮家に仕えた。『地下家伝』によると、江戸時代にも伏見宮家の諸大夫を務めており、享保18年（1732年）に三木善道が死去して以来一旦断絶していたものの、寛政年間に三木善親が継承して幕末まで続いた。